# Pitomi bosiljak
Pitomi bosiljak (mirisni bosiljak, bosiljak sarmaš, često samo bosiljak, lat. Ocimum basilicum) je jednogodišnja zeljasta biljka porijeklom iz Indije. Poznata je kao začin, te je danas rasprostranjena na širem području Mediterana, zbog čega je nezaobilazna u mediteranskoj kuhinji. Lokalni nazivi kod nas su bosiok, bašelak, murtila, marjanec. Naziv basilicum latinska je izvedenica grčke riječi basileos, u značenju "kralj" ili "kraljevski".

## Svojstva
Bosiljak je jednogodišnja začinska biljka, naraste kao grm u visinu od 20 do 60 cm. Stabljika, listovi i cvjetne čašice prekriveni su finim dlačicama. Listovi su ovalni, 1,5 do 5 cm dugi i do 3 cm široki, veličina ovisi o staništu i količini vlage i hranjivih tvari. Općenito govoreći, listovi uzgajanog bosiljka su veći a samoniklog manji.  Rubovi lista su glatki. Cvate od svibnja do rujna, cvjetovi su ružičaste ili bijele boje a nalaze se na središnjem dijelu stabljike i izdancima. Plod je 1,5 do 2 mm dug. Cijela biljka je aromatična, a posebno listovi koji imaju slatkast aromatičan, oštar okus. Sadržaj eteričnih ulja je 0,3-0,8%, a pored njih bosiljak sadrži i tanin saponin i gorke tvari.

## Porijeklo
Danas se drži da potječe iz Afrike, a kao divlji još uvijek raste u Iranu, Indiji i Kini. Drži se da je u Europu stigao u vrijeme Aleksandra Makedonskog.

## Sastav
Nadzemni dijelovi biljke sadrže do 1 – 1,5 % eteričnog ulja, do 6 % taninskih tvari, glikozide, saponine, mineralne tvari askorbinsku kiselinu i ugljikohidrate, bjelančevine, vitamin P, provitamin A, kamfor. Eterično ulje pak sadrži eugenol i metilkavikol.

## Ljekovitost
Pitomi bosiljak lijek je protiv kašlja, to je prirodni antibiotik, snažan antioksidans i djeluje prevntivno protiv infarkta.

## Uporaba u kulinarstvu
Zbog svog slatkastog i ugodnog mirisa jedan je od omiljenijih začina u mnogim profinjenim kuhinjama svijeta, pogotovo u talijanskoj i francusko-maritimnoj kuhinji. Upotrebljava se pri pripremu (laganijih) povrtnih juha, umaka, tjestenine, pri pripremanju lakših jela od mesa, te kao začin u umacima za salate. Dodaje se (kuhanom ili pečenom) jelu u zadnji trenutak, jer mu termička obrada uništava aromu. Od njega se dobiva i poznati talijanski regionalni specijalitet pesto, svojevrsni umak od zrna pinije i bosiljka s maslinovim uljem.

## Vanjske poveznice
|  | Zajednički poslužitelj ima još gradiva o temi Bosiljak |
|  | Wikivrste imaju podatke o taksonu Bosiljak             |